# William W. Hastings

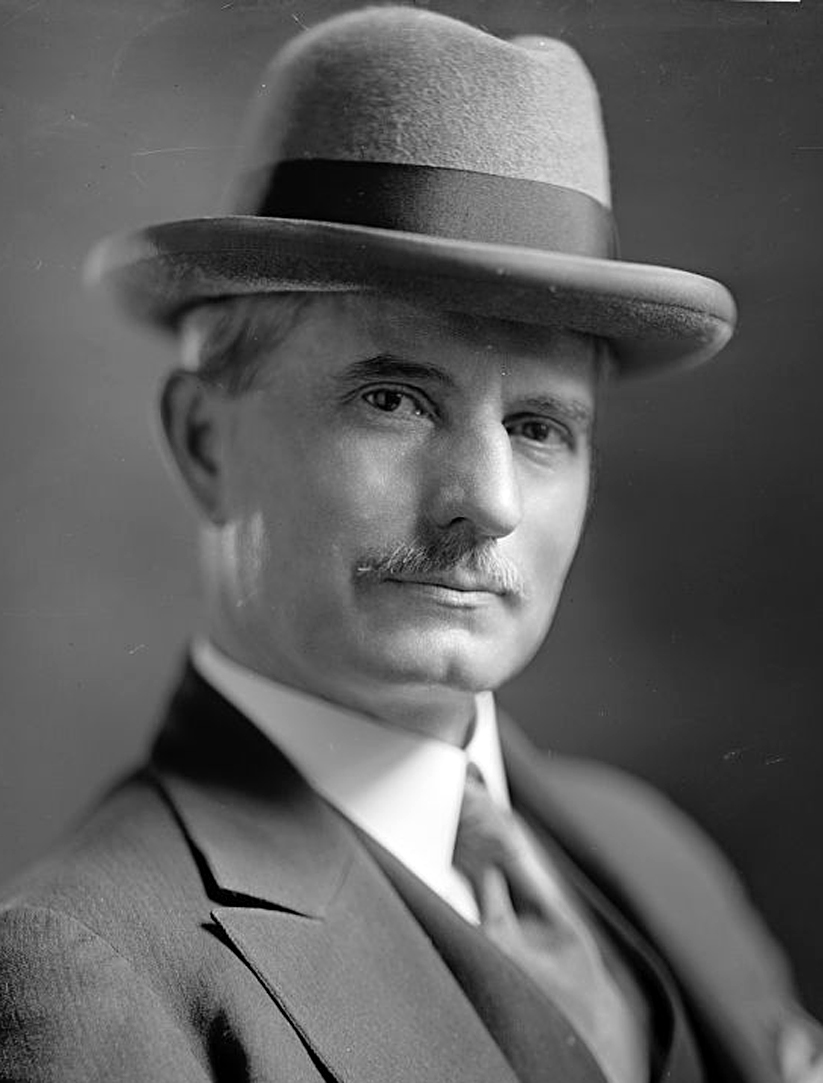
William W. Hastings

William Wirt Hastings (* 31. Dezember 1866 im Benton County, Arkansas; † 8. April 1938 in Muskogee, Oklahoma) war ein US-amerikanischer Politiker. Zwischen 1915 und 1921 sowie von 1923 bis 1935 vertrat er den 2. Kongresswahlbezirk von Oklahoma im US-Repräsentantenhaus.

## Werdegang
William Hastings wurde auf einer Farm in Arkansas nahe der Grenze zum Indianergebiet geboren. Bald darauf zog er mit seinen Eltern in das heutige Delaware County (Oklahoma), das damals Teil des Gebiets der Cherokee-Indianer war. Hastings besuchte die Cherokee Tribal School und dann bis 1884 das Cherokee Male Seminary in Tahlequah. Zwischen 1884 und 1886 und nochmals von 1889 bis 1891 war er Lehrer an verschiedenen Schulen der Cherokee. Dazwischen studierte er bis 1889 an der Vanderbilt University in Nashville Jura. Nach seiner im gleichen Jahr erfolgten Zulassung als Rechtsanwalt arbeitete er neben seiner Lehrertätigkeit auch in diesem Beruf in Tahlequah.
Zwischen 1891 und 1895 war William Hastings Attorney General für die Cherokee Nation. Von 1907 bis 1914 vertrat er deren Interessen auf Bundesebene. Politisch wurde er Mitglied der Demokratischen Partei. Im Jahr 1912 war er sowohl Delegierter auf deren Parteitag in Oklahoma als auch zur Democratic National Convention, auf der Woodrow Wilson als Präsidentschaftskandidat der Partei nominiert wurde.
1914 wurde Hastings im zweiten Distrikt von Oklahoma in das US-Repräsentantenhaus gewählt. Dort trat er am 4. März 1915 die Nachfolge von Dick Thompson Morgan an, der in den achten Wahlbezirk wechselte. Nachdem er in den Jahren 1916 und 1918 jeweils wiedergewählt worden war, konnte er bis zum 3. März 1921 zunächst drei zusammenhängende Legislaturperioden im Kongress absolvieren. Dort war er zeitweise Vorsitzender des Ausschusses, der die Ausgaben den Innenministeriums kontrollierte. Bei den Wahlen des Jahres 1920 unterlag er Alice Mary Robertson von der Republikanischen Partei. Jedoch konnte er schon bei den nächsten Wahlen im Jahr 1922 sein Mandat zurückgewinnen und in den folgenden fünf Wahlgängen erfolgreich verteidigen. Damit übte er sein Mandat zwischen dem 4. März 1923 und dem 3. Januar 1935 in sechs weiteren Legislaturperioden aus. 1934 verzichtete er auf eine erneute Kandidatur.
Nach dem Ende seiner Zeit im Kongress arbeitete Hastings wieder als Rechtsanwalt. Am 22. Januar 1936 wurde er von Präsident Franklin D. Roosevelt für einen Tag zum Oberhaupt der Cherokee-Indianer ernannt, um wichtige Dokumente zu unterzeichnen. William Hastings starb 1938 und wurde in Tahlequah beigesetzt.